# Boeing X-50 Dragonfly
Boeing X-50A Dragonfly, là mẫu trình diễn công nghệ gyrodyne không người lái do Boeing và DARPA phát triển, để trình diễn nguyên lý rotor trực thăng có thể dừng khi bay và hoạt động như một cánh cố định.

## Tính năng kỹ chiến thuật
Đặc điểm tổng quát
- Kíp lái: 0
- Chiều dài: 5.39 m ( ft  in)
- Sải cánh: 2.71 m ( ft  in)
- Đường kính rô-to chính: × 3.66 m ( ft  in)
- Chiều cao: 1.98 m ( ft  in)
- Trọng lượng rỗng: 574 kg ( lb)
- Trọng lượng có tải: 645 kg ( lb) mỗi chiếc

Hiệu suất bay
- Vận tốc cực đại: 700 km/h (435 mph)
- Vận tốc hành trình: 278 km/h (173 mph)
- Chiều dài đuôi: 2,47m
- Nhiên liệu: 66 kg
- Tải trọng tối đa: 91 kg